# Ветёлки (Саратовская область)
Ветёлки — хутор в Александрово-Гайском районе Саратовской области России. Входит в состав Александрово-Гайского муниципального образования.

## География
Хутор находится в юго-восточной части Саратовской области, в полупустынной зоне, в пределах Прикаспийской низменности, на берегах балки Кривой Лиман, на расстоянии примерно 27 км (по прямой) к юго-западу от села Александров Гай, административного центра района. Абсолютная высота — 21 м над уровнем моря.

### Часовой пояс
Хутор Ветёлки, как и вся Саратовская область, находится в часовой зоне МСК+1. Смещение применяемого времени относительно UTC составляет +4:00.

## История
До 20 марта 2016 года хутор входил в состав упразднённого Варфоломеевского муниципального образования.

## Население
| 2000 | 2002 | 2010 | 2018 |
| ---- | ---- | ---- | ---- |
| 123  | ↗261 | ↘143 | ↘93  |

Гендерный состав
По данным Всероссийской переписи населения 2010 года, в гендерной структуре населения мужчины составляли 50,3 %, женщины — соответственно 49,7 %.
Национальный состав
Согласно результатам переписи 2002 года, в национальной структуре населения казахи составляли 95 % из 261 чел.

## Улицы
- ул. Крайняя,
- ул. Молодёжная,
- ул. Полевая,
- ул. Прудовая,
- ул. Северная[9].

## Инфраструктура
На хуторе функционирует фельдшерско-акушерский пункт.